# Chiquilina mía
Chiquilina mía fue una telenovela argentina producida por Roberto H. López para Canal 9, en el año 1991. la telenovela está basada en la telenovela homónima de 1971 La pecosa.
Está protagonizada por Daniel Fanego y Margarita Ros, junto con Cristina Tejedor como la villana principal y Gustavo Garzón en el rol de coprotagonista.

## Argumento
Una chica de barrio (Ros), abandonada por su madre y criada por una tía, es florista y analfabeta. Conoce a un profesor de literatura (Fanego) que se propone enseñarle modales y a hablar con propiedad. Ella se enamora de él y él de ella pero hay un problema: su novio del barrio, Lucho (Garzón).  
Luego, la trama gira hacia un terreno policial; el personaje de Ros es acusado de un crimen que no cometió y termina en la cárcel. Cuando finalmente consigue su libertad, debe luchar por el amor del hombre que le enseñó a leer y escribir, quien se ha enamorado de otra mujer.

## Elenco
- Daniel Fanego - Esteban Ferran
- Margarita Ros - Cristina Castro "Chiquilina"
- Gustavo Garzón - Lucio Linares "Lucho"
- Cristina Tejedor - Agustina Cortés
- Beatriz Día Quiroga - Juana
- Raúl Rizzo - Mauro
- Gilda Lousek - Otilia
- Ricardo Lavié - Padre Julián
- Marta Albertini - Beatriz
- Aleksandra Davel "Laura/ Vanesa"
- Charly Nieto - Quique
- Graciela Stéfani - Martina
- Patricia Castell - Dolores
- Inés Moreno - Mercedes
- Néstor Hugo Rivas - Carlos
- Ana María Vinuesa - Pirucha
- Beatriz Eckert - Anita
- Osvaldo Guidi - Tito
- Julio Riccardi - Miguel
- Carlos Zárate - Arturo
- Verónica Llorens - Andrea
- Alejandro Dove - Diego
- Paola Papini - Esperanza
- Juan Carlos Galván - Renato
- Verónica Varano - Norma
- Liliana Lavalle - Marcia
- Mónica Santibáñez - Miranda

## Guion
Los libretos correspondieron a Daniel Delbene, quién se destacó como autor y libretista en otras telenovelas exitosas como "Amo y Señor", "La extraña Dama", "Ricos y Famosos", "Yago, pasión Morena" y "Culpable de este amor" entre muchas otras.